# Aeroportul Dawadmi Domestic
Aeroportul Dawadmi Domestic (IATA: DWD, ICAO: OEDM) este un aeroport din Provincia Riad, Arabia Saudită ce deservește zona Dawadmi governorate⁠(d). Aeroportul a fost tranzitat în 2021 de 12.072 de pasageri. A fost numit după zona deservită.
Situat la o altitudine de 922 m, aeroportul dispune de o singură pistă. Este operat de General Authority of Civil Aviation⁠(d).